# Верче, Дорин
Дорин Верче (англ. Doreen Virtue, родилась 29 апреля 1958) — американская писательница, психолог, деятельница новых религиозных движений и мотивационный оратор. Автор более 50 книг на мистическую тематику. В начале 2017 года прекратила поддержку и пропаганду нью-эйдж, после чего приняла христианство.

## Биография

### Профессиональная деятельность
Родилась 29 апреля 1958 года в семье деятелей нового религиозного движения «Христианская наука». Окончила колледж свободных искусств Энтелоуп в городе Ланкастер (штат Калифорния) и университет Чепмена в округе Оранж (штат Калифорния) — бакалавр психологии (1986) и магистр психологического консультирования (1988). доктор философии (PhD) по психологии 

 (1996), степень получила в частном университете Калифорнийского побережья (аккредитацию тот получил только в 2005 году). Тема докторской диссертации — тенденция взрослых, переживших сексуальные домогательства в детстве, к развитию вредных привычек и синдромов у себя (в том числе и расстройств приёма пищи).
Дорин Верче является обладателем лицензии зарегистрированного помощника психолога (англ. Registered Psychological Assistant) и психотерапевта по вопросам брака и семьи (англ. Marriage & Family Therapist Intern) с 6 сентября 1989 года. Некоторое время работала директором женского отделения в психиатрической больнице Камберленд-Холл в городе Нэшвилль (штат Теннесси). Автор серии книг по психологии и самопомощи, в том числе по защите прав ребёнка и борьбе с расстройствами приёма пищи.

### Мистик и нью-эйдж
У Верче, по её словам, проявлялись способности ясновидения с раннего детства: она видела неких «ангельских существ», за что подвергалась насмешкам и издевательствам со стороны сверстников. Вследствие этого она долгое время старалась не обращать внимания на подобные явления. Верче утверждает, что к нью-эйдж она обратилась 15 июля 1995 года, когда якобы увидела ангела-хранителя. Он якобы предупредил её о попытке угона автомобиля и заставил начать громко кричать. Именно благодаря крикам Дорин прохожие спугнули грабителей, которые пытались угнать её машину с парковки.
Верче занялась практиками движения нью-эйдж, опубликовав множество книг о мистицизме. Она выпустила также собственную колоду карт для гадания «Ангельская колода», состоящую из 44 карт с изображениями ангелов, фей, детей индиго и т.д.. Как мотивационный оратор, Верче неоднократно выступала на телевидении и организовывала семинары для лиц, находящихся в тяжёлых жизненных ситуациях и страдающих серьёзными психологическими синдромами.
25 февраля 2017 года Верче приняла христианство и отказалась от дальнейшей публикации и написания книг, противоречащих Священному Писанию. Она сняла с продажи соответствующие товары, убрала своё имя из книг, написанных в соавторстве и передала средства в благотворительный фонд Hay Foundation Charity.

### Личная жизнь
В промежутке между 1978 и 1988 годах Дорин была замужем за Ларри Шенком, в браке родились сыновья Грант и Чарльз. Верче заявила, что Шенк был неадекватным и постоянно оскорблял её, из-за чего они и развелись. Второй муж — Дуайт Верче, с ним она развелась также по неизвестным причинам. В 1995 году в третий раз сочеталась браком, уже с владельцем картинной галереи в Нью-Порт-Бич (Калифорния) Майклом Тиенхарра, развелась с ним в 1999 году. В четвёртый раз вышла замуж за писателя Стивена Фармера, сотрудничавшего с издательством Hay House, и развелась с ним в 2009 году.
С 1996 года Дорин придерживается веганской диеты. В 2017 году она прекратила заниматься пропагандой новых религиозных движений и приняла христианство: по её словам, она решилась на это 7 января 2017 года, запечатлев образ Иисуса в церкви.